# Pierre Gachon
Pour les articles homonymes, voir Gachons.
Pierre Gachon (né le 9 mars 1909 à Paris et mort le 19 mai 2004 à Joliette,) est un coureur cycliste canadien, connu pour être le premier Canadien à avoir participé au Tour de France en 1937. Il était le seul Québécois à avoir pris part au Tour de France jusqu'à ce que David Veilleux y participe en 2013.

## Biographie
Pierre Gachon naît à Paris le 9 mars 1909. Son père meurt pendant la Première Guerre mondiale. Sa mère se remarie  avec Henri Van der Auwera, un garagiste automobile belge. La famille émigre en 1923 pour s'installer à Montréal, où Van der Auwera vient exploiter un garage,.
Pierre Gachon commence à pratiquer le cyclisme après avoir fait la connaissance de Jules Matton, ancien coureur belge.
Amateur de 1926 à 1929, il devient professionnel en 1930. Il dispute dix-huit courses de six jours de 1930 à 1937, obtenant ses meilleurs résultats aux Six jours de Montréal : quatrième en octobre 1930, en avril et octobre 1931, cinquième en octobre 1933. En octobre 1936, il est à nouveau cinquième, en faisant équipe avec son frère Louis et Robert Walthour Junior,. Il réalise également des performances en endurance sur route, avec entraîneur à moto. Il établit en 1934 un record canadien en parcourant les 358 milles qui séparent Toronto et Montréal en 15 heure et 3 minutes. En 1935, il effectue les 360 milles du trajet Montréal-Québec-Montréal en 13 heures 17 minutes. En 1936, il gagne la sixième étape de la Trans-Canada. En 1935, Henri Van der Auwera fonde le Club cycliste canadien (C.C.C).
En juin 1937, Pierre Gachon embarque à Québec et traverse l'Atlantique pour aller disputer le Tour de France. Durant les dix jours qui le séparent du départ, il effectue la distance entre Amiens et Lille, correspondant à la fin de la première étape. Il y découvre les routes pavées, ainsi que le dérailleur, utilisé pour la première fois sur le Tour de France. D'abord inscrit en individuel, il est associé par les organisateurs aux Britanniques Charles Holland et Bill Burl pour former une équipe. La première étape part de Paris, avec un « départ réel » au Vésinet, et arrive à Lille. Pierre Gachon fait partie des premiers coureurs lâchés, dans la côte du Pecq au cinquième kilomètre. Il abandonne dans la première moitié de l'étape. Ses coéquipiers d'un jour l'imiteront par la suite : Bill Burl dès la deuxième étape, Charles Holland lors de l'étape entre Ax-les-Thermes et Luchon, victime d'un bris de dérailleur dans le col de Portet-d'Aspet.
La participation de Pierre Gachon, bien que brève, ne passe pas inaperçu et est ainsi commentée par Miroir des Sports et L'Auto (ci-dessous dans cet ordre) :
« Enterrons tout de suite ce pauvre Gachon, unique victime de la première étape. Dès le départ, comme il était déjà lâché d’assez loin, nous arrivâmes à sa hauteur pour lui demander en anglais ce qui n’allait pas. Mais au lieu de nous répondre dans la langue de Shakespeare, le Canadien nous répondit dans celle de Molière : "Mais tout va bien, très bien. Seulement, je ne peux pas aller plus vite !" Il roulait à 25 à l’heure et les autres coureurs à 35. Tout de même, Gachon et les officiels canadiens qui le patronnaient devaient bien savoir qu’il ne pouvait rouler à plus de 25 à l’heure et que tous les routiers européens dépassent le 30. Sa place aurait pu être laissée à l’Américain Magnani, qui est de loin meilleur que lui. »
« Au moment de mettre sous presse nous apprenons que Mecherey Rex, le chronométreur du Tour, envoie une équipe de sauveteurs à la recherche du Canadien Gachon. On signale toutefois se dirigeant vers Le Havre à allure record, 18 km/h, un cycliste court vêtu s’enquérant dans les grandes villes des heures de départ des premiers transatlantiques. Encore une erreur de parcours ? »
Pierre Gachon est intronisé au Temple de la renommée du cyclisme québécois en 1988. Premier Canadien à avoir disputé le Tour de France, il demeure le seul participant québécois jusqu'en 2013. Ce n'est qu'en 1994 qu'un deuxième Québécois dispute un grand tour : Gianni Vignaduzzi (en), 120e du Tour d'Espagne. Il est suivi par Dominique Rollin, concurrent du Tour d'Espagne 2009 puis du Tour d'Italie 2012. En 2013, David Veilleux est le premier coureur né au Québec à participer au Tour de France.

## Palmarès
- 1931
  - 3e des Six jours de Minneapolis (avec Brask Anderson)
- 1936
  - 6e étape de la Trans-Canada

## Résultats sur le Tour de France
1 participation
- 1937 : abandon (1re étape)